# Šumperk
Šumperk (Duits: Mährisch Schönberg) is een Moravische stad in de Tsjechische regio Olomouc, en maakt deel uit van het district Šumperk. Šumperk telt ongeveer 25.061 inwoners (2023).
Šumperk ligt aan de rivier de Desná, 46 kilometer ten noordwesten van Olomouc, en grenst in het noordwesten aan het Jeseniky gebergte. Omdat Šumperk op het kruispunt ligt van wegen en spoorwegen die toegang geven tot het Jeseniky gebergte, wordt de stad ook wel de 'Levendige Poort naar de Jeseniky' genoemd (Živá brána Jeseníků).

## Geschiedenis
Šumperk is gesticht in de 13de eeuw. In 1293 werd er een Dominicaner klooster gesticht met een kerk genaamd 'Maria Boodschap'. Tijdens de Dertigjarige Oorlog (1618-1648) werd Šumperk bezet door de Zweden, maar kwam vrijwel ongeschonden uit de strijd. In 1669 werd de stad echter voor een groot deel verwoest door een grote stadsbrand.
De stad ontwikkelde zich snel door de aanwezigheid van ijzermijnen. Vanaf de veertiende eeuw ontwikkelde zich hier een wol- en linnenindustrie.
In de 17de eeuw vonden er in Šumperk en omgeving op grote schaal heksenverbrandingen plaats; in de stad bevindt zich tegenwoordig een monument en een permanente expositie over de zogenaamde Heksenprocessen.
Tijdens de Industriële Revolutie komen Weense ondernemers naar Šumperk, en richten in en rondom de stad grote textielfabrieken op. Begin 20ste eeuw bezit Šumperk twintig grote en middelgrote textielfabrieken, waar damast, pluche, fluweel en Manchester wordt geproduceerd, zowel voor binnenlandse afnemers als voor de export naar geheel Europa. De Weense textielbaronnen laten in Šumperk grote villa's bouwen in Weense stijl; Šumperk heeft sinds die tijd de bijnaam 'Klein Wenen', en maakt een dynamische groei door.
In de twintigste eeuw wordt Šumperk getekend door de deportatie van vrijwel de gehele Duitssprekende bevolking in 1945 en de bezetting door het Russische leger in 1968. Vanaf '68 wordt het historische centrum van Šumperk verwaarloosd en veel mooie gebouwen worden gesloopt en vervangen door geprefabriceerde nieuwbouwflats.
De ommekeer vindt plaats na de Fluwelen Revolutie (1989), waarna het historisch centrum van Šumperk door het ministerie van Cultuur wordt uitgeroepen tot 'Beschermd Stadsgezicht', en de historische gebouwen zoveel mogelijk worden bewaard en hersteld. 

## Bezienswaardigheden
- Het beschermde oude stadscentrum van Šumperk
- De kerk van de Heilige Jan Křtitel (1669)
- Klooster en kerk van Maria Boodschap
- Het stadhuis van Šumperk
- Het monument voor de Pest
- De barokke kerk van de Heilige Barbara (1755)
- Diverse barokke kerken, muzea en herenhuizen

In de stad bevindt zich een herinneringsplaquette voor Jan Zajíc, welke zich in 1968 in brand stak als protest tegen de Russische bezetting.
Er is een rondwandeling uitgezet langs de Weense villa's en herenhuizen uit de tijd van 'Klein Wenen' (deze is verkrijgbaar op het stadhuis).

## Partnersteden
Šumperk is een zusterstad van Maarssen, Nederland.